# Саифи, Рафик
Рафик Саифи (араб. يزيد منصوري‎; 7 февраля 1975, Алжир) — алжирский футболист. Выступал за сборную Алжира. Саифи обычно играл на позиции нападающего, также способен был сыграть на месте атакующего полузащитника.

## Биография

### Клубная карьера
Саифи начал свою карьеру в клубах низших алжирских лиг, а в 21-летнем возрасте перешёл в один из сильнейших алжирских клубов «МК Алжир», за который отыграл 3 сезона. В 1999 году, Саифи как большинство талантливых алжирских игроков переехал во Францию, перейдя в клуб «Труа», в котором провел 5 лет, затем он выступал за французские клубы «Истр», «Аяччо» и «Лорьян». В 2009 году Саифи перебрался в катарский «Аль-Хор», за который играл до ноября 2010 года, за исключением первой половины 2010 года, которую он провёл в аренде в «Истре». 5 ноября 2010 года Саифи подписал рассчитанный до конца сезона контракт с клубом третьего французского дивизиона «Амьен».

### Карьера в сборной
Рафик Саифи дебютировал в составе национальной сборной Алжира 5 июня 1998 года в товарищеском матче против сборной Болгарии. К настоящему времени Саифи провел в составе сборной 63 матча, забив в них 19 голов. Саифи принимал участие в трёх Кубках африканских наций и в чемпионате мира 2010.

## Достижения
- Чемпион Алжира: 1998/99
- Лучший футболист Алжира по версии DZFoot (2): 2007, 2008